# Gravierte Schieferplatten von Gönnersdorf
Koordinaten: 50° 26′ 51,5″ N, 7° 24′ 55,6″ O
Die gravierten Schieferplatten des altsteinzeitlichen Fundplatzes Gönnersdorf gehören zu den weltweiten bedeutenden Kunstwerken der Menschheit. Sie sind etwa 15.500 Jahre alt und stellen ein einzigartiges Archiv dar für die Kunst des Magdalénien und ihre Funktion in Siedlungsverhalten und sozialer Organisation.

## Der Fundplatz Gönnersdorf
Der Fundplatz Gönnersdorf ist einer der größten und besterforschten Siedlungsplätze des späten Eiszeitalters. Gönnersdorf (Ortsteil des Stadtteiles Feldkirchen der Stadt Neuwied im Mittelrheingebiet) liegt am rechten Rheinufer, am Nordende des Mittelrheinischen Beckens, und datiert mit etwa 15.500 Jahren in das späte Jungpaläolithikum bzw. das Magdalénien.
Der altsteinzeitliche Siedlungsplatz wurde 1968 im Rahmen von Baumaßnahmen entdeckt.
Die während der Grabungen von 1968 bis 1976 freigelegten Fundkonzentrationen waren aufgrund ihrer Überdeckung durch die Bimsschichten des in zwölf Kilometer Luftlinie entfernt liegenden Laacher See-Vulkans außergewöhnlich gut erhalten. Fundreichtum, gute Konservierung und großflächige, sorgfältige Ausgrabungen unter der Leitung von Gerhard Bosinski machen Gönnersdorf zu einem der weltweit wichtigsten Archive für das Leben am Ende der letzten Eiszeit. Gönnersdorf ist insbesondere für seine zahlreichen Kunstwerke (gravierte Schieferplatten, Frauenstatuetten vom „Typ Gönnersdorf“) weltberühmt. Die Erforschung dieses Fundplatzes, in Zusammenhang mit weiteren bedeutenden Siedlungen des Eiszeitalters (z. B. Andernach, Niederbieber, Bad Breisig), wird mittlerweile von Wissenschaftlern des Monrepos Archäologisches Forschungszentrum und Museum für menschliche Verhaltensevolution des Römisch-Germanischen Zentralmuseums Mainz fortgeführt, das sich in einem anderen Stadtteil Neuwieds befindet.
Jüngere Forschungen zu Gönnersdorf fokussieren u. a. auf die Rekonstruktion von Siedlungsverhalten und die Analysen der gravierten Schieferplatten.

## Die Schieferplatten
Die zahlreichen Schieferplatten in teilweise mehrschichtigen großflächigen Plattenlagen in Gönnersdorf sind ein einzigartiges Zeugnis für frühmenschliche Architektur und die damit verbundenen Regelwerke, die das räumliche Zusammenleben organisierten. Die Schieferplatten wurden offenbar in variablen Funktionen genutzt, als Pflasterung, in Feuerstellen, als Lampen, Schmuck oder Untergrund für künstlerische Darstellungen. Ähnlich wie es bei Steinartefakten praktiziert wird, war es auch bei den Gönnersdorfer Schieferplatten möglich, ehemals zusammengehörige Plattenbruchstücke wieder zusammenzufügen. Die Kartierung dieser Zusammenpassungen zeigen, wie die Fragmente über längere Distanzen und in verschiedenen Funktionen durch die Siedlung bewegt wurden.
Viele der Schieferplatten bzw. ihrer Fragmente sind graviert. Gravierungen lassen sich in allen Größenstadien und auf den unterschiedlichsten Oberflächenbeschaffenheiten der Schieferplatten finden.

## Gravierte Schieferplatten
In Gönnersdorf wurden über 450 gravierte Schieferplatten entdeckt; viele davon tragen mehrere Gravuren oder sind sogar fast flächendeckend mit vielen sich überlagernden Gravuren versehen. Die Darstellungen lassen sich in drei Kategorien einteilen:

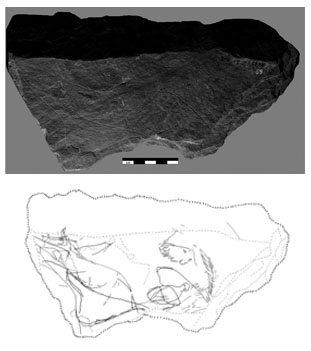
Gönnersdorfer Schieferplatte (Umzeichnung und Foto)

- 1. schematisierte Frauendarstellungen[10]

Die charakteristischen schematisierten und symbolhaften Frauendarstellungen werden nach dem Ort ihrer ersten Entdeckung und Definition weltweit als Frauendarstellungen vom „Typ Gönnersdorf“ bezeichnet. Bislang wurden mehr als 400 solcher Gravuren auf den Gönnersdorfer Schieferplatten erkannt. Diese Frauendarstellungen wurden seitdem als zweidimensionale Zeichnungen oder Statuetten europaweit entdeckt und bilden ein wichtiges Charakteristikum der steinzeitlichen Kunst Europas. Frauen sind sehr schematisch dargestellt und oft mehrfach besonders tief eingraviert. Vergleichende Untersuchungen der Frauenfiguren im Kontext älterer altsteinzeitlicher Frauendarstellungen wie der Venus von Willendorf machen wahrscheinlich, dass die Frauendarstellungen Vehikel der Kommunikation am Ende der letzten Eiszeit waren. Sie symbolisieren damit gleichzeitig die Rolle der Frau in den überlebenswichtigen Netzwerken stabiler sozialer Beziehungen.

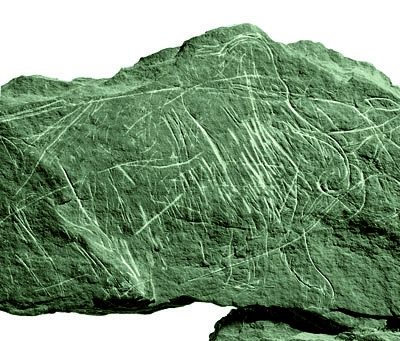
Gönnersdorf-Mammut

- 2. naturalistische Tierdarstellungen[12][13]

Die über 270 Tierdarstellungen sind überwiegend sehr naturalistisch, detailliert und oft bewegt. Bei den zoologisch anmutenden Tiergravuren scheint keine Darstellung der anderen zu gleichen. Erschwerend bei ihrer Entzifferung ist die oftmals starke Überlagerung durch andere Linien. Das Spektrum reicht von zahlreichen Pferde- und Mammutgravuren über Steinbock, Wolf, Bär, Wollnashorn, Saiga-Antilope bis hin zu seltener in der paläolithischen Kunst vorkommenden Robben-, Frosch-, Schildkröten- oder auch Vogeldarstellungen. Am häufigsten sind Pferdegravuren.
Im intensiv erforschten Knochenmaterial von Gönnersdorf sind jedoch Reste jener Tierarten, die in den Gravuren dargestellt werden, interessanterweise kaum oder gar nicht vertreten. Somit wurden nicht grundsätzlich nur solche Tiere dargestellt, die gejagt und gegessen wurden; es handelt sich bei den gravierten Platten also nicht um eine Art "Speisekarte". Ihre naturalistischen und detaillierten Darstellungen legen dennoch nahe, dass die Menschen diese Tiere tatsächlich aus eigener Anschauung kannten und ihnen irgendwo begegnet sind.
- 3. Zeichen und Symbole (z. B. Kreise, Linienbündel, Zick-Zack-Linien)[15][16][17]

Wiederkehrende abstrakte Zeichen und Symbole sind eine weitere Darstellungskategorie auf den Schieferplatten von Gönnersdorf. Sie sind jedoch ungleich schwerer von zufällig entstandenen Gebrauchsspuren zu unterscheiden. 2010 wurden die Zeichen und Symbole im Rahmen einer Doktorarbeit in Monrepos näher untersucht.
2024 wurden mit Hilfe des Reflectance Transformation Imaging (RTI), einer bildgebenden Methode, detailreiche Gravierungen von Fischen sichtbar gemacht, die von gitterähnlichen Mustern überlagert sind. In der Zusammenfassung der Studie heißt es: „Der von FTI ermöglichte Analyseprozess hat eine komplexe Verbindung zwischen den Gittermustern und den Fischfiguren aufgedeckt und gezeigt, dass es sich um eine bewusste Kombination handelt, die den Einsatz von Fischernetzen darstellt.“

## Szenische Darstellungen

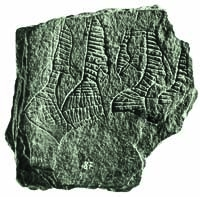
Venusdarstellungen

Auf einigen Platten befinden sich mehrere Darstellungen von Tieren über- oder nebeneinander  bzw. es finden sich Kombinationen aus Tiergravuren und schematischen Frauengravuren. Hierbei wird häufig diskutiert, ob es sich um Darstellungen von Szenen, (z. B. Jagdszenen, Geburtsszenen) handeln könnte. Die Darstellung mehrerer hintereinander gereihter Frauengravuren wird beispielsweise als Tanzszene interpretiert.

## 3D-Scans
Aktuelle Analysen der Gravuren durch 3D-Scans zeigen die stilistischen Konventionen eiszeitlicher Kunst auf, aber auch individuelle Intentionen einzelner Künstler. Die Ergebnisse dieser Pilotstudie eröffnen neue Perspektiven zur Erforschung eiszeitlicher Kunst, die hier in direktem Zusammenhang mit individuellem menschlichen Verhalten und gesellschaftlichen Regelwerken fassbar ist.

## Räumliche Analysen
Zurzeit werden die räumlichen Verteilungsmuster bestimmter Darstellungen auf dem Siedlungsplatz untersucht. Sie werden den genauen Kontext der Kunstwerke aufzeigen und so Aufschluss über ihre Funktion im Siedlungsgeschehen geben.

## Interpretation
Die Funktion der gravierten Schieferplatten von Gönnersdorf ist noch nicht vollständig geklärt. Auffällig ist jedoch, dass ihre Auffindungssituation im Vergleich zur Höhlenkunst eher profan, weniger sakral, sondern alltäglich anmutet, obgleich die Motive sehr ähnlich sind. Insbesondere im Hinblick auf die schematisierten Frauendarstellungen gibt es Parallelen zu Fundplätzen in Frankreich (Höhle Les Combarelles/Dordogne) über Großbritannien (Höhle Cresswell Crags / Derbyshire) bis nach Osteuropa (Pekarna Höhle / Mähren/CZ).